# 芬利大學
芬利大學（英語：The University of Findlay）是位於美國俄亥俄州芬德利 (俄亥俄州)的一所私立大學。芬利大學擁有Mazza博物館，館內收藏全美國的兒童繪本。

## 歷史
2024年，布拉夫顿大学計劃與芬利大學兩校併為一校，後來因為雙方董事會談不攏而取消合併，兩校恢復各自營運。

## 學校排名
- 根據2024年的美國新聞與世界報導，芬利大學在全美國家級大學中排名第332名[3]。
- 根據2021年的美國普林斯頓評論，芬利大學為美國中西部最棒的大學之一 [4]。
- 根據2013年的美國GraduatePrograms.com （页面存档备份，存于） （页面存档备份，存于），芬利大學職能治療排名為全美第9名。
- 根據2013年的美國GraduatePrograms.com （页面存档备份，存于） （页面存档备份，存于），芬利大學物理治療排名為全美第10名。

## 國際交流

### 姊妹校
- 國立暨南大學[5]
- 國立臺南大學[6]
- 真理大學[7]
- 東海大學[8]

### 大學間的合作
- 芬利大學、蒂芬大學與愛許蘭大學建立合作關係，只要是這三間大學內的員工、員工的配偶或孩子要就讀這三間大學的課程，都可以獲得學費上的減免[9]。
- 芬利大學與臺北醫學大學共同舉辦雙聯學制[10]。

## 資料來源
1. ↑  University of Findlay and Bluffton University to Join Together in Historic Partnership
2. ↑  Bluffton University merger called off
3. ↑  .   [2021-07-18]. （原始内容存档于2021-07-20）.
4. ↑  .   [2021-07-18]. （原始内容存档于2021-07-18）.
5. ↑  國立暨南大學國際及兩岸事務處
6. ↑  國立臺南大學國際事務處
7. ↑  真理大學國際事務中心
8. ↑  東海大學國際暨兩岸合作處
9. ↑  芬利大學官方網站：New Partnership Between University of Findlay, Tiffin University and Ashland University Offers Reduced Graduate Tuition for Employees
10. ↑  臺北醫學大學與美國芬利大學共同舉辦雙聯學制說明會

## 外部連結
- 芬利大學官方網站
- 芬利大學中文網站
- University of Findlay Athletics Website運動校隊專頁 （页面存档备份，存于）
- UF Active Student Organizations學生團體 （页面存档备份，存于）
- http://www.osu.edu/ （页面存档备份，存于）
- https://web.archive.org/web/20121015153330/http://www.findlay.edu/Pages/default.aspx